# Mucajaí
Mucajaí är en kommun i Brasilien.   Den ligger i delstaten Roraima, i den nordvästra delen av landet, 2 600 km nordväst om huvudstaden Brasília. Antalet invånare är 14 814.
I omgivningarna runt Mucajaí växer i huvudsak städsegrön lövskog. Trakten runt Mucajaí är nära nog obefolkad, med mindre än två invånare per kvadratkilometer.